# Hutchinson Gletscher
Hutchinson Gletscher är en glaciär i Grönland (Kungariket Danmark).   Den ligger i kommunen Sermersooq, i den sydöstra delen av Grönland, 900 km öster om huvudstaden Nuuk. Hutchinson Gletscher ligger 1 050 meter över havet.
Terrängen runt Hutchinson Gletscher är huvudsakligen kuperad, men österut är den platt.  Trakten runt Hutchinson Gletscher är nära nog obefolkad, med mindre än två invånare per kvadratkilometer. Det finns inga samhällen i närheten. Trakten runt Hutchinson Gletscher är permanent täckt av is och snö.